# Neoempheria gainesvillensis
Neoempheria gainesvillensis är en tvåvingeart som beskrevs av Khalaf 1971. Neoempheria gainesvillensis ingår i släktet Neoempheria och familjen svampmyggor.
Artens utbredningsområde är Mississippi. Inga underarter finns listade i Catalogue of Life.